# Devetero vrela
Devetero vrela  (Neun Quellen) ist ein kurzer rechter Nebenfluss der Ilomska im Kanton Zentralbosnien, Bosnien und Herzegowina.
Obwohl es sich um einen sehr kurzen Zufluss (um 0,5 km) handelt, kann er eine erhöhte Menge an Wasser führen, vor allem im Frühjahr und nach starkem Regen.